# 庫埃羅 (德克薩斯州)
庫埃羅（英語：Cuero）是一個位於美國德克薩斯州德威特縣的城市。根據2010年美國人口普查，該地共人口6841人，而該地的面積約為12.80平方千米。同時該地也是德威特縣的縣治。

## 地理
庫埃羅的座標為29°05′37″N 97°17′28″W / 29.09361°N 97.29111°W，而該地的平均海拔高度為56米（即184英尺）。